# Saturnia oblitescens
Saturnia oblitescens är en fjärilsart som beskrevs av Schultz. 1909. Saturnia oblitescens ingår i släktet Saturnia och familjen påfågelsspinnare. Inga underarter finns listade.